# Duffus Castle
Duffus Castle is een kasteelruïne uit de veertiende eeuw. Het ligt ongeveer tien kilometer ten westen van Elgin in Schotland.

## Geschiedenis
In 1130 kwam Angus, de graaf van Moray, in opstand tegen David I van Schotland. Angus was de kleinzoon van Lulach van Schotland. De opstand werd neergeslagen, waardoor Moray in handen kwam van de Schotse Kroon. Om een volgende opstand te voorkomen, plaatste David I edelen, welke hij vertrouwde, in de provincie. Een van die edelen was Freskin, welke vermoedelijk afkomstig was uit Vlaanderen.
Freskin vestigde zich in Moray en bouwde in 1151 een eerste kasteel op de locatie waar nu Duffus Castle staat. Zijn zoon William nam later de naam Of Moray (ook wel Moravia) aan. Het kasteel is in principe steeds in handen gebleven van het nageslacht van Freskin. Echter, doordat de mannelijke lijn een aantal malen ophield, is het kasteel daardoor tweemaal in handen van de aangetrouwde familie gekomen; de familie Cheyne in 1270 en de familie Sutherland in 1350. In 1705 was het kasteel zodanig verouderd dat het niet meer bruikbaar was en werd daarom verkocht. In 1926 werd het kasteel eigendom van de overheid.

## Bouw

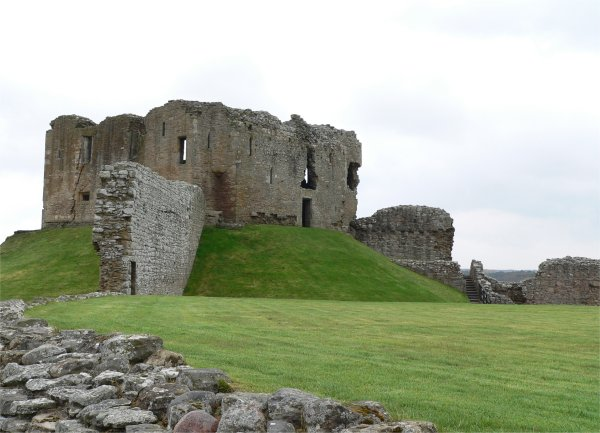
De motte van Duffus Castle vanaf het zuiden, met aan de rechterzijde de binnenplaats en de noordelijke muur. De westelijk muur en de fundamenten ervan steken naar voren

Freskin bouwde in 1151 een motte en bailey. Deze constructie bestond uit een artificiële heuvel met daarop een houten kasteel (motte) en vlak bij een lagere artificiële heuvel met een groter oppervlak (bailey). Een houten ophaalbrug gaf vanaf de bailey toegang tot de motte. De bailey bevatte de alledaagse gebouwen, zoals de keuken, de stal en de brouwerij.
In de veertiende eeuw is de houten constructie vervangen door het stenen kasteel dat er nu staat. Op de plaats van de motte werd een stenen toren gebouwd van twee etages. De gehele bailey werd ommuurd, waarbij de muur doorging door de greppel die de motte en baily scheidde. De plattegrond van het gehele complex kreeg hiermee de vorm van een bijenkorf. De muur aan de noordzijde is geheel recht. De westelijke en oostelijke muur staan haaks op de noordelijke muur en beginnen ook recht, maar buigen geleidelijk naar elkaar toe en komen uiteindelijk in het zuiden bij elkaar. Door deze muur ontstaat een zeer ruime binnenplaats. De oorspronkelijke motte staat in de meest noordwestelijke hoek van het complex.
De zelfgemaakte heuvel van de motte bleek niet sterk genoeg om de stenen toren te dragen. Vermoedelijk is het kasteel mede daarom verlaten aan het einde van de zestiende eeuw. In de loop van de tijd is een gedeelte van de toren afgebroken en langs de zelfgemaakte heuvel naar beneden geschoven.

## Beheer
Duffus Castle wordt beheerd door Historic Environment Scotland.